# Onawa (Iowa)
Onawa – miasto w Stanach Zjednoczonych, w stanie Iowa, siedziba hrabstwie Monona. W 2000 liczyło 3 091 mieszkańców.